# Clobenzorex
El clobenzorex es un medicamento estimulante que se usa como supresor del apetito. En los años setenta solía recetarse para tratar la obesidad, pero más tarde se quitó en los Estados Unidos y otros países tras observarse diversas reacciones adversas con su consumo. Hasta el año 2000 ha estado disponible en varios países europeos. En los países donde está prohibido, el clobenzorex ha sido usado por atletas que lo ingieren para reducir la fatiga, aumentar la atención y mejorar los tiempos de reacción durante las actividades atléticas.
Químicamente, el clobenzorex es un análogo de la anfetamina (aunque 20 veces menos potente) que produce la liberación de los neurotransmisores noradrenalina, dopamina y serotonina. La serotonina provoca una sensación de saciedad y disminuye el apetito. Los otros dos neurotransmisores, noradrenalina y dopamina, son los responsables del efecto estimulante. En su estructura química destaca la presencia de un sustituyente muy voluminoso en el grupo amino. Esta modificación disminuye la capacidad de crear dependencia y mantiene el efecto anorexigénico
Se administra en dosis de 30 mg dos veces al día, evitando tomarlo de noche puesto que puede ocasionar insomnio.
Como todo medicamento que se utiliza para el tratamiento de la obesidad, requiere de supervisión médica en forma continua.

## Efectos secundarios
Entre los efectos secundarios que puede provocar el clobenzorex están:
- Euforia
- Sequedad de boca
- Agitación
- Estado de alerta
- Taquicardia
- Palpitaciones
- Estreñimiento
- Retención de orina
- Dificultades para dormir

Otros eventos adversos, aunque raros, incluyen hipertensión pulmonar, crisis de glaucoma de ángulo agudo. Por lo anterior, su uso esta contraindicado en sujetos con hipertensión arterial, hipertiroidismo, alteraciones psiquiátricas, problemas obstructivos al tracto urinario. En quienes hayan tomado un inhibidor de la monoaminooxidasa se debe esperar al menos 25 días para su administración.